# A fuego lento (película)
A fuego lento (en francés: La Passion de Dodin Bouffant; en Hispanoamérica El sabor de la vida) es una película de drama romántico histórico francés de 2023 dirigida por Trần Anh Hùng protagonizada por Juliette Binoche y Benoît Magimel . Ambientada en 1885, la película muestra un romance entre una cocinera y el gourmet para el que trabaja. El personaje del gastrónomo está basado en el Dodin-Bouffant creado por Marcel Rouff en su novela La Vie et la passion de Dodin-Bouffant, gourmet (El epicúreo apasionado).

## Reparto
- Juliette Binoche : Eugénie
- Benoît Magimel : Dodin Bouffant
- Patrick d'Assumçao : Grimaud
- Emmanuel Salinger : Rabaz
- Galatéa Bellugi : Violette
- Jan Hammenecker : Magot
- Frédéric Fisbach : Beaubois

## Producción
La película se estaba rodando en un castillo en Segré-en-Anjou Bleu, Maine y Loira, en abril y mayo de 2022.

## Recepción

### Crítica
La Passion de Dodin Bouffant recibió reseñas generalmente positivas de parte de la crítica y de la audiencia. En el sitio web agregador de reseñas Rotten Tomatoes, la película posee una aprobación de 98%, basada en 57 reseñas, con una calificación de 8.4/10, mientras que de parte de la audiencia tiene una aprobación de 90%, basada en más de 50 votos, con una calificación de 4.3/5.
El sitio web Metacritic le dio a la película una puntuación de 83 de 100, basada en 14 reseñas, indicando "aclamación universal". En el sitio IMDb los usuarios le asignaron una calificación de 7.5/10, sobre la base de más de más de 1300 votos, mientras que en la página web FilmAffinity la película tiene una calificación de 6.7/10, basada en 106 votos.

### Premios y nominaciones
| Premio                                                 | Fecha                    | Categoría                                     | Nominados                    | Resultado    | Ref.   |
| ------------------------------------------------------ | ------------------------ | --------------------------------------------- | ---------------------------- | ------------ | ------ |
| Astra Film Awards                                      | 6 de enero de 2024       | Mejor actriz internacional                    | Juliette Binoche             | Nominado     | [ 9 ]  |
| Astra Film Awards                                      | 6 de enero de 2024       | Mejor película internacional                  | La Passion de Dodin Bouffant | Nominado     | [ 9 ]  |
| Astra Film Awards                                      | 6 de enero de 2024       | Mejor cineasta internacional                  | Trần Anh Hùng                | Nominado     | [ 9 ]  |
| Premios de la Asociación de Críticos de Cine de Boston | 10 de diciembre de 2023  | Mejor fotografía                              | Jonathan Ricquebourg         | Ganador      | [ 10 ] |
| Festival de Cannes                                     | 27 de mayo de 2023       | Palma de Oro                                  | Trần Anh Hùng                | Nominado     | [ 11 ] |
| Festival de Cannes                                     | 27 de mayo de 2023       | Mejor director                                | Trần Anh Hùng                | Ganador      | [ 11 ] |
| Asociación de Críticos de Cine de Dallas-Fort Worth    | 18 de diciembre de 2023  | Mejor película en lengua extranjera           | La Passion de Dodin Bouffant | Tercer lugar | [ 12 ] |
| Premios Gotham                                         | 27 de noviembre de 2023  | Mejor actuación de reparto                    | Juliette Binoche             | Nominada     | [ 13 ] |
| Premios Lumières                                       | 22 de enero de 2024      | Mejor imagen                                  | Jonathan Ricquebourg         | Ganador      | [ 14 ] |
| Mill Valley Film Festival                              | 16 de octubre de 2023    | Premio del Público – Cine Mundial             | La Passion de Dodin Bouffant | Ganadora     | [ 15 ] |
| Miskolc International Film Festival                    | 9 de septiembre de 2023  | Premio Emeric Pressburger a la mejor película | La Passion de Dodin Bouffant | Nominada     | [ 16 ] |
| Montclair Film Festival                                | 20 de octubre de 2023    | Premio del Público – Cine Mundial             | La Passion de Dodin Bouffant | Ganadora     | [ 17 ] |
| Festival Internacional de Cine de Palm Springs         | 4 de enero de 2024       | Mejor película internacional                  | La Passion de Dodin Bouffant | Nominado     | [ 18 ] |
| Festival Internacional de Cine de San Sebastián        | 30 de septiembre de 2023 | Premio a la mejor película Culinary Zinema    | La Passion de Dodin Bouffant | Ganadora     | [ 19 ] |
| Asociación de Críticos de Cine de Washington D. C.     | 10 de diciembre de 2023  | Mejor película en lengua extranjera           | La Passion de Dodin Bouffant | Nominada     | [ 20 ] |
| Premios Satellite                                      | 17 de febrero de 2024    | Mejor actriz de reparto                       | Juliette Binoche             | Nominada     | [ 21 ] |